# Genneya Walton
Genneya Walton, née le 22 février 1999 à Chicago, dans l'Illinois, est une actrice américaine.

## Biographie
Walton est né le 22 février 1999 à Chicago, dans l'Illinois. Elle a commencé sa carrière dans les arts en tant que danseuse, ce qui l'a finalement amenée à devenir actrice.

## Filmographie

### Cinéma
- 2014 : An American Girl: Isabelle Dances Into the Spotlight (en) : Renata
- 2016 : Project Mc² New Years Eve Countdown 2016 : Bryden Bandweth
- 2022 : Darby and the Dead (en) : Bree
- 2023 : Noël à Candy Cane Lane (Candy Cane Lane) de Reginald Hudlin

### Télévision
- 2015 : Jessie : Nora St. Claire
- 2015 : Extant : Tera (adolescente)
- 2015–2016 : Les Thunderman : Simone Kickbutt
- 2015–2017 : Project Mc² : Bryden Bandweth
- 2016 : Kirby Buckets : Birds
- 2016 : Rock Academy (School of Rock) : Maddy Wayne
- 2016 : Esprits criminels (Criminal Minds) : Francesca Morales
- 2017 : Adam Ruins Everything : Winnie
- 2018 : 9-1-1 : Laila Creedy
- 2019 : The Resident : Valerie
- 2020 : blackAF (en) : Chloe Barris
- 2023 : Mes premières fois : Lindsay Thompson
- 2025 : Daredevil: Born Again : BB Urich